# لويس كروزادو
لويس كروزادو (بالإسبانية: Luis Cruzado)‏ هو لاعب كرة قدم بيروفي في مركز الوسط، ولد في 6 يوليو 1941 في ليما في بيرو، وتوفي بنفس المكان في 14 فبراير 2013. شارك مع منتخب بيرو لكرة القدم. أما مع النوادي، فقد لعب مع خوان أوريتش ونادي يونيفرسيتاريو.

## وصلات خارجية
- لويس كروزادو على موقع الاتحاد الدولي (مؤرشف)  (الإنجليزية)
- لويس كروزادو على موقع قاعدة بيانات كرة القدم.إي يو (الإنجليزية)
- لويس كروزادو على موقع ناشيونال فوتبول تيمز (الإنجليزية)